# Оропос
Оропо́с (греч. Ωρωπός) — малый город в Греции, на месте древнего города Оропа. Расположен на высоте 40 метров над уровнем моря, в 2 километрах к югу от побережья залива Нотиос-Эввоикоса и в 46 километрах к северу от Афин. Административный центр одноимённой общины (дима) на севере периферийной единицы Восточной Аттики в периферии Аттике. Население 1111 жителей по переписи 2011 года.

## История

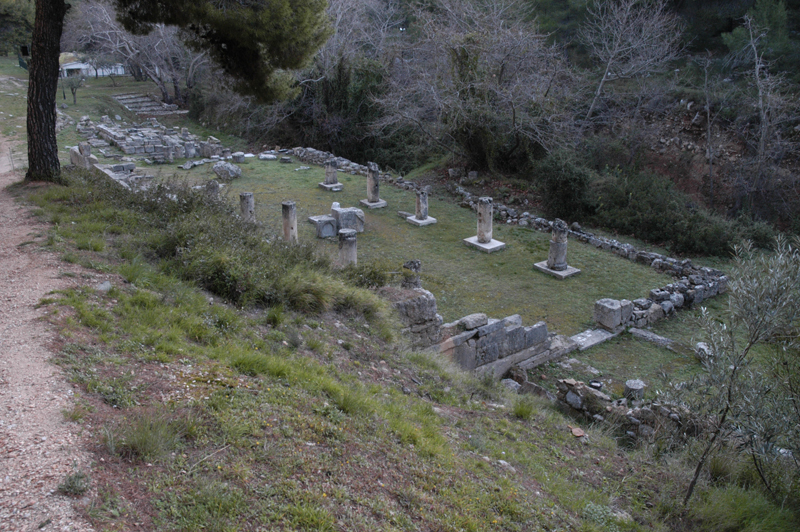
Храм Амфиарая

Древний укреплённый город Ороп (др.-греч. Ὠρωπός) находился в Аттике на границе с Беотией на побережье пролива Эврипа и залива Нотиос-Эввоикоса в 11 километрах к югу от Эретрии на Эвбее.
Город основан колонистами из Эретрии. Принадлежал беотийцам и относился к Танагре.
Гаванью Оропа служил Дельфиний (Δελφίνιον) в месте современной деревни Скала-Оропу, где был храм Амфиарая с оракулом сновидений и который находился в устье Асопа. Гавань Оропа имела особое значение из-за переправы на Эвбею через залив Нотиос-Эввоикос и была спорным объектом для беотийцев и афинян. Древний Ороп в среднееэлладский период находился на месте современной деревни Неа-Палатии. Керамика среднееэлладского, микенского, геометрического и архаического периодов найдена в области Оропа. До конца архаического периода город подчинялся Эретрии.
Около 506 года до н. э. Ороп захвачен афинянами. Оратор Лисий свидетельствует, что афинским архонтом в Оропе был Полистрат (Πολύστρατος) до 411 года до н. э., когда Ороп отошел беотийцам. Взят беотийцами в двадцатый год Пелопоннесской войны. В классическую и эллинистическую эпоху право владеть Оропом оспаривали афиняне и беотяне. Город переходил от одного полиса к другому в течение длительного времени, а после 367/366 года до н. э. приобрел на несколько лет самостоятельность.
Событием для города стало создание храма Амфиарая в конце V века до н. э. в 2 километрах к востоку от современного малого города Маркопулона. С начала IV века до н. э. и до 338 года до н. э., когда произошла битва при Херонее известность храма Амфиарая распространяется по Греции. Строятся здания и ставятся статуи. Каждый год организовывались малые игры и каждый пятый год — большие. Большие игры включали музыкальные, спортивные и конные состязания, в которых принимали участие спортсмены, учёные и актеры из Греции, Италии и Малой Азии.
В ходе Третьей Священной войны, после 338 года до н. э. возвращён Афинам после захвата Фив македонским царём Филиппом II или его сыном Александром. В 287 году до н. э. становится членом Беотийского союза и начинается расцвет святилища Амфиарая, который длится до 146 года до н. э. В храм приходят люди из всех частей греческого мира, с островов и из Малой Азии. Ороп богател за счет паломников.
В римский период (с 146 года до н. э.) у Оропа был статус свободного города. Расцвет храма в I веке до н. э. связан с покровительством римского военачальника Суллы. В начале I века при императоре Августе Ороп становится окончательно собственностью Афин. Культ Амфиарая исчез с усилением христианства.

## Сообщество Оропос
В местное сообщество Оропос входят три населённых пункта. Население 1504 жителя по переписи 2011 года. Площадь 11,967 квадратного километра.
| Наименование   | Население (2011), человек |
| -------------- | ------------------------- |
| Камбос-Оропу   | 255                       |
| Платания-Оропу | 138                       |
| Оропос         | 1111                      |

## Население
| Год  | Население, человек |
| ---- | ------------------ |
| 1991 | 807                |
| 2001 | 887                |
| 2011 | ↗ 1111             |